# Championnat de Tunisie masculin de handball 1991-1992
Navigation
Saison précédente 1990-1991 Saison suivante 1992-1993
La saison 1991-1992 du championnat de Tunisie masculin de handball est la 37e édition de la compétition. Elle est disputée en une poule unique de douze clubs en aller et retour.
L'Espérance sportive de Tunis, conserve son titre avec deux points d’avance sur son principal concurrent, El Makarem de Mahdia, alors que le Club sportif sfaxien et l’Espoir sportif de Hammam Sousse, qui ont éprouvé beaucoup de difficultés, sont relégués en division nationale B.

## Clubs participants
| - Association sportive d'Hammamet - Club africain - Club sportif des cheminots - Club sportif sfaxien - El Makarem de Mahdia - Espérance sportive de Tunis | - Espoir sportif de Hammam Sousse - Étoile sportive du Sahel - Sporting Club de Moknine - Stade nabeulien - Stade tunisien - Union sportive monastirienne |

## Compétition
Le barème de points servant à établir le classement se décompose ainsi :
- Victoire : 3 points
- Match nul : 2 points
- Défaite : 1 point
- Forfait et match perdu par pénalité : 0 point

### Classement final
|    | Équipe                              | Pts | J  | G  | N | P       | Bp  | Bc  | Diff |
| -- | ----------------------------------- | --- | -- | -- | - | ------- | --- | --- | ---- |
| 1  | Espérance sportive de Tunis (T, C)  | 60  | 22 | 18 | 2 | 2       | 540 | 407 | 133  |
| 2  | El Makarem de Mahdia                | 58  | 22 | 17 | 2 | 3       | 507 | 405 | 102  |
| 3  | Club africain                       | 55  | 22 | 15 | 3 | 4       | 514 | 430 | 84   |
| 4  | Association sportive d'Hammamet     | 52  | 22 | 14 | 2 | 6       | 553 | 475 | 78   |
| 5  | Étoile sportive du Sahel            | 52  | 22 | 15 | 1 | 6 (1P)  | 544 | 505 | 39   |
| 6  | Club sportif des cheminots          | 43  | 22 | 9  | 3 | 10      | 499 | 501 | -2   |
| 7  | Stade nabeulien (P)                 | 40  | 22 | 8  | 2 | 12      | 502 | 567 | -65  |
| 8  | Sporting Club de Moknine            | 39  | 22 | 9  | 0 | 13 (1F) | 489 | 497 | -8   |
| 9  | Union sportive monastirienne        | 39  | 22 | 8  | 1 | 13      | 501 | 535 | -34  |
| 10 | Stade tunisien                      | 36  | 22 | 6  | 2 | 14      | 467 | 507 | -40  |
| 11 | Club sportif sfaxien                | 27  | 22 | 2  | 1 | 19      | 445 | 601 | -156 |
| 12 | Espoir sportif de Hammam Sousse (P) | 25  | 22 | 1  | 1 | 20      | 473 | 604 | -131 |

|  | Champion de Tunisie 1991-1992                                                                |
|  | Relégation directe en deuxième division                                                      |
|  | (T) Tenant du titre (C) Vainqueur de la coupe de Tunisie (P) Club promu de deuxième division |

### Division nationale B
Les deux premiers montent en division nationale A. Il s’agit de la Zitouna Sports, dirigée par Mounir Slama puis Néjib Bouna, et du Club sportif hilalien qu’entraîne Said Bouabdallah.
- 1er : Zitouna Sports, 59 points
- 2e : Club sportif hilalien, 51 points
- 3e : Jeunesse sportive kairouanaise, 46 points
- 4e : Association sportive de Djerba, 44 points
- 5e : Union sportive témimienne, 43 points
- 5e : Ezzahra Sports, 43 points
- 7e : Union sportive sayadie, 42 points
- 7e : Club athlétique bizertin, 42 points
- 9e : Association sportive de l'Ariana, 41 points
- 9e : El Menzah Sport, 41 points
- 11e : Club sportif de Hammam Lif, 40 points
- 12e : Ennahdha sportive de Jemmel, 36 points

### Division d’honneur
Les clubs sont répartis en deux poules (Nord et Sud) dont les champions sont El Baath sportif de Béni Khiar et l'Union sportive de Gremda.

## Champion
- Espérance sportive de Tunis
  - Entraîneurs : Saïd Amara et Roman Trzmiel
  - Effectif : Habib Yagouta (21 matchs), Yasser Trabelsi (19 m) et Maher Bacha (GB), Mohamed Madi (22 m, 108 buts), Alexandre Malinowski (17 m, 88 b), Karim Zaghouani (22 m, 75 b), Salem Ben Frej (22 m, 64 b), Samir Abassi (18 m, 47 b), Zouhair Khenissi (18 m, 45 b), Sami Agrebi (14 m, 23 b), Sami Degachi (11 m, 21 b), Karim Sayem (16 m, 21 b), Jalel Ben Khaled (8 m, 18 b), Ahmed Mechmeche (9 m, 9 b), Abdessatar Arfaoui (22 m, 8 b), Khemais Sghaïer (10 m, 3 b), Hatem Bessaha, Elyes Zouaoui, Nader Guitouni et Hatem Belarbi